# Buffon, Côte-d'Or
Buffon là một xã ở tỉnh Côte-d'Or trong vùng Bourgogne, phía đông nước Pháp. Khu vực này có độ cao trung bình 225 mét trên mực nước biển.
Dân số theo điều tra năm 1999 của INSEE là 187 người.
Diện tích là 8,88 km².